# Culex microtaeniata
Culex microtaeniata är en tvåvingeart som beskrevs av Theobald 1911. Culex microtaeniata ingår i släktet Culex och familjen stickmyggor. Inga underarter finns listade i Catalogue of Life.